# Magyar Mozgókép Díj a legjobb animációs kisfilmnek
A Magyar Mozgókép Díj a legjobb animációs kisfilm (korábban Magyar Filmdíj, 2018-ig a legjobb animációs film) elismerés a 2014-ben alapított Magyar Filmdíjak egyike, amelyet a Magyar Filmakadémia (MFA) tagjainak szavazata alapján ítélnek oda egy-egy év magyar filmtermése legjobbnak ítélt animációs rövidfilmjének.
A díjra történő jelölés nem automatikus; azok a filmek versenyezhetnek, amelyeket az évente megrendezett Magyar Filmhétre beneveztek. Nevezni az előző év január 1. és december 31. között televíziós sugárzásba került vagy kerülő (forgalmazói szándéknyilatkozattal rendelkező), vagy nemzetközi filmfesztiválon versenyben vagy versenyen kívül szerepelt, animációs technikával készített filmalkotást lehet. Egy alkotó vagy alkotógárda több alkotással is nevezhet, ebben az esetben mindegyikről külön filmadatlapot kell beküldeni.
A nevezés és regisztráció határidejét év elején közli a MFA.
A Filmakadémia 2018-as közgyűlése megváltoztatta a jelölés és kiválasztás rendszerét. A korábban egy kategóriában bemutatott egész estés és rövid animációs filmeket külön választották, az előbbiek a moziforgalmazású legjobb egész estés animációs film kategóriába kerültek, míg az utóbbiak e televíziós forgalmazású kategóriában maradtak.
2018-ig a MFA tagjai január 1-je és 31-e között szekciónként megnézték a benevezett filmeket és titkos szavazással választottak ki öt alkotást, amelyek felkerültek a jelöltek listájára. A jelölt kisfilmeket felvették a filmhét programjába és levetítették nagyközönség illetve a filmes szakma részére. A versenyprogramba került filmek nyilvános bejelentése február 1-jén történt. A díjra érdemesnek tartott alkotást az Akadémia tagjai e szűkített listáról választották ki egy újabb titkos szavazás során.
2019-től az összes Filmhétre, illetve Filmdíjra benevezett animációs kisfilmet megtekintik a televíziós tagozathoz tartozó akadémiai tagok, s titkos szavazással választják ki a nyertes alkotást.
Az ünnepélyes díjátadóra Budapesten, a Magyar Filmhetet lezáró televíziós gálán kerül sor minden év elején.

## Díjak és jelölések
A nyertesek a táblázat első sorában, félkövérrel vannak jelölve.
| Év (Gála) | Díjazottak és jelöltek | Megjegyzés          |
| --------- | --- | ------------------- |
| 2016 (1.) | - Kojot és a szikla – rendező: Gauder Áron - Az Árpádok emlékezete: III. Béla király – rendező: Jankovics Marcell - Az ostoba Matjus – rendező: Cakó Ferenc - Egy komisz kölyök naplója – 4. rész: Betty néninél – rendező: Gyulai Líviusz - Hoppi mesék – A titokzatos levél – rendező: Rofusz Ferenc | [ * 1 ]             |
| 2017 (2.) | - LOVE – rendező: Bucsi Réka - Az Égigérő Fa – A Küszöb – rendező: Hermán Árpád, Kovács Márton, Nagy Márton - Cigánymesék: Káló, a cigánylegény – rendező: Horváth Mária - Egy kupac kufli – Sose együnk gombát reggelire – rendező: Pálfi Szabolcs - Luther Márton élete: Úton az Úr felé – rendező: Richly Zsolt | [ * 2 ]             |
| 2018 (3.) | - WireLess – rendező: Pataki Szandra - A kozmosz nagykövetei – rendező: Klingl Béla - Albrecht Dürer rinocérosza – rendező: Orosz István; Horkay István - Egy komisz kislány naplója – 2. rész: Mr.Barnum cirkusza – rendező: Gyulai Líviusz - Janó Manó és az elveszett harmatcseppek – rendező: Miklósy Zoltán, Herkó Attila | [ * 3 ]             |
| 2019 (4.) | - Luther / Isten tenyerén? – rendező: Richly Zsolt | [ 3 ] [ * 4 ]       |
| 2020 (5.) | - Az utolsó vacsora – rendező: Rofusz Ferenc, producerek: Rofusz Ferenc, Hajdú Zsófia - Bela – rendező: Tóth Roland, producerek: Topolánszky Tamás Yvan, Sümeghy Claudia, Konecsni Krisztián - Belső könyvtár – rendező: Kondor Attila, producer: Ordódy Judit - Boxi, a film – rendező-producer: Klingl Béla - Budapest Spaceport: A tolvajok – rendező: Bálint Szilárd, producer: Ordódy Judit - Kippkopp a hóban – rendező: Fabók Szilvia, producer: Tama Mikori - Lidérc úr – rendező: Tóth Luca, producerek: Osváth Gábor, Lukács Péter Benjámin, Ron Dyens - Szimbiózis – rendező: Andrasev Nadja, producerek: Sipos Orsolya, Fülöp József, Emmanuel-Alain Raynal, Pierre Baussaron - Szökési sebesség – rendező: Rebák Tamás, producer: Kiss Melinda - Tesók – rendező: Nagy Marci, producerek: Deák Dániel, Osváth Gábor | [ * 5 ]             |
| 2021      | - Világzabáló és a visszacsinálók – rendező: Cakó Ferenc - Pá kis panelom! – rendező: Darabos Éva - Az utolsó mese – rendező: Búzási Gyopár Orsolya - Még emlékszem – rendező: Chilton Flóra - Moholymotion – rendezők: Darabos Éva, Kádár Melinda, Korcsok Lili és Mákó Borbála | [ 4 ] [ * 6 ]       |
| 2022      | - A legendás család – rendező: Glaser Kati - Otthon – rendező: Rofusz Kinga - A piros veréb – rendező: Rofusz Ferenc - ACID – rendező: Koós Árpád - Janó Manó és az elveszett harmatcseppek – 12. rész: Hajsza a Határvidéken – rendezők: Miklósy Zoltán, Herkó Attila | [ 5 ] [ * 7 ]       |
| 2023      | Nem osztották ki. | [ 6 ] [ 7 ] [ 8 ]   |
| 2024      | - Puskás Öcsi és barátai – 6. rész: Keserű csoki – rendező: Gellár Csaba - Botanica Exotica – rendező: Laszlovszky Sofia - 27 – rendező: Buda Flóra Anna - Egy jenki Arthur király udvarában – 10. rész: Londoni barangolások – rendező: Máli Csaba - Rozi és Zafir: A rózsaszín fű – rendező: Lovrity Anna Kata | [ 9 ] [ 10 ] [ 11 ] |
| 2025      | - Kutyafül – rendező: Vácz Péter (megosztva) - Cipők és paták – rendező: Traub Viktória (megosztva) - Bagye Juon – János bátya – rendező: Lehotay Zoltán - Az utolsó dobás – rendező: Tőkés Anna - Janó Manó és a Csodálatos Bolygolyóbis – 10. rész: Dermedtpajzsos Déli-Ficak – rendező: Máli Csaba | [ 12 ] [ 13 ]       |